# Brookhurst
Brookhurst statisztikai település az USA Wyoming államában, Natrona megyében. Lakosainak száma 205 fő (2020. április 1.).

## Népesség
A település népességének változása:

| 2010 | 185 |
| 2020 | 205 |